# Bruno Kreisky
Bruno Kreisky, född 22 januari 1911 i Wien, död 29 juli 1990 i Wien, var en österrikisk politiker och Österrikes förbundskansler 1970–1983.
Han var aktiv socialdemokrat från 1934 och satt i fängelse 1935 och 1938. Han levde som politisk flykting i Sverige 1939–1946. Från 1956 satt han i Österrikes parlament och var utrikesminister 1959–1966. 1967 blev han ordförande för Österrikes socialdemokratiska parti (SPÖ).

## Biografi

### Uppväxten i Wien
Bruno Kreisky växte upp i ett borgerligt judiskt hem i Wien. Han var näst äldste sonen i en välmående assimilerad judisk familj i Wiens femte distrikt Margareten. Familjen bodde på Schönbrunner Strasse 122. Familjen bodde senare i Wiens fjärde distrikt. Fadern Max Kreisky (1876–1944) var direktör för Österreichische Wollindustrie AG und Textil AG. Fadern gick i exil från 1942 och var då chef för en textilfabrik i Sverige. Modern var Irene Kreisky, född Felix (1885–1969). Genom modern var Kreisky släkt med Herbert Felix.
Åren efter första världskriget styrdes staden av socialdemokraterna som förde ett mycket omfattande reformprogram i staden. Kreisky tog intryck av dessa stämningar och blev själv medlem i det socialistiska ungdomsförbundet 1927, något han länge dolde för sin familj som såg socialismen med stort ogillande. 1929 tog han studenten på Bundesrealschule Wien-Landstrasse. Han påbörjade sina studier inom juridik vid Wiens universitet 1929. Efter det österrikiska inbördeskriget 1934 förbjöds socialistpartiet och Kreisky vistades i Tjeckoslovakien. Han greps i föräldrarnas lägenhet 1935 och satt arresterad i 15 månader. Han dömdes 1936 till ett års fängelse och relegerades från högskolan. 1938 kunde han återuppta studierna. 15 mars 1938 togs han i "skyddshäkte" och kom att släppas i augusti 1938 förutsatt att han lämnade landet. Han flydde Österrike och kom till Kastrup i Danmark. Han ansökte sedan om att få utvandra till Bolivia men kom till Sverige sedan SSU-ordföranden Torsten Nilsson skickat en inbjudan.

### Krigsåren

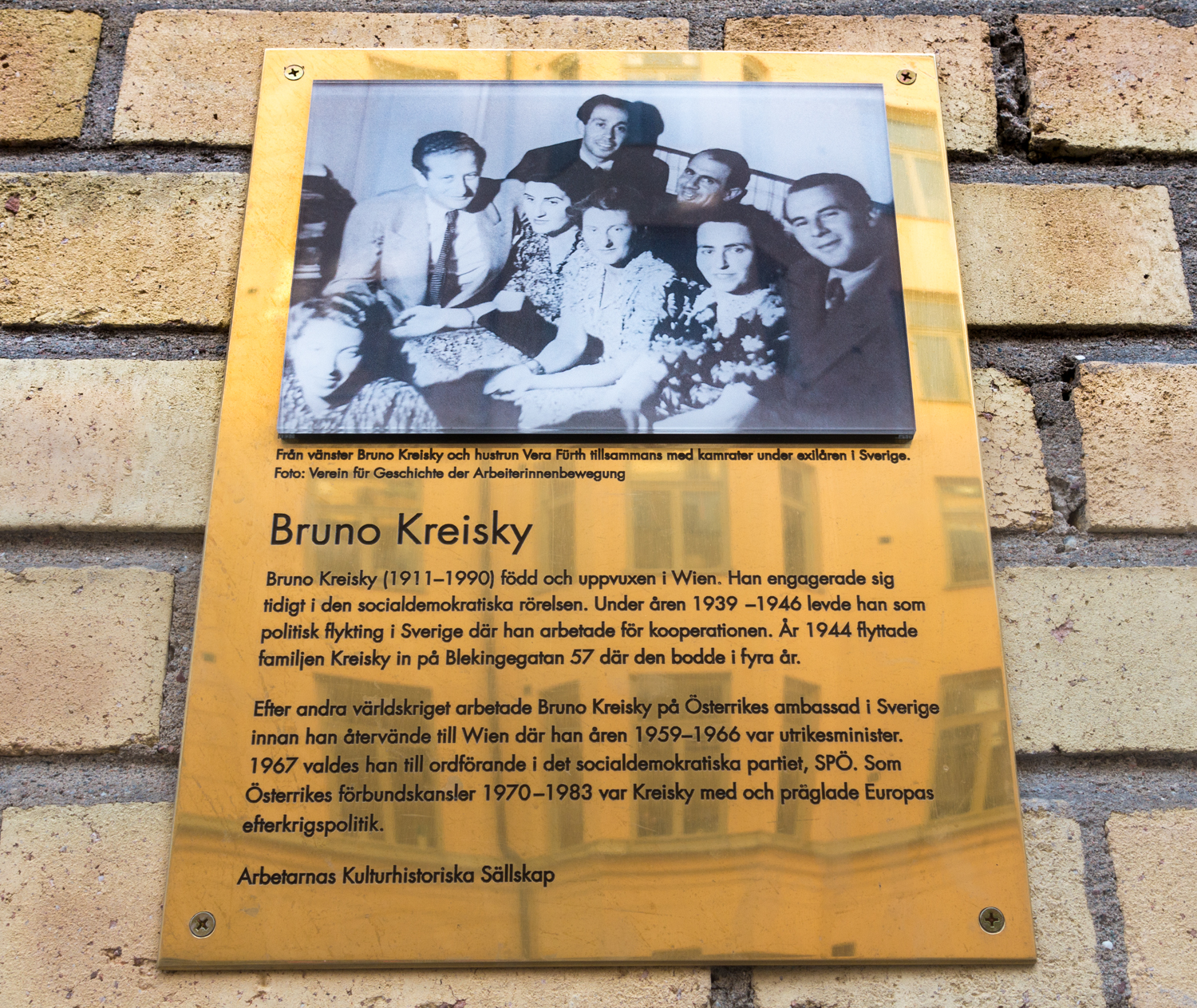
Minnesskylten för Bruno Kreisky på Blekingegatan 57 i Stockholm.

I Sverige hamnade Kreisky i Stockholm och träffade på flera andra österrikare och tyskar som levde i exil. Framförallt träffade han under krigsåren Willy Brandt, en vänskap som kom att stå sig livet ut. Kreisky kunde snabbt etablera sig genom kontakterna med svenska socialdemokraterna och Herbert Felix som kommit till Sverige på 1930-talet. Han fick anställning som ekonomisk rådgivare genom vänner i Stockholms konsumförening och han skrev artiklar för svenska och utländska tidningar. Under finska vinterkriget var han krigsreporter. I februari 1940 kom även hans föräldrar till Sverige. Brodern Paul hade emigrerat till Brittiska Palestinamandatet 1938. 25 av hans närmaste släktingar mördades under Förintelsen. 1941 blev han ledare för den österrikiska socialistklubben i Sverige och kom tidigt att uttala sig för ett självständigt Österrike efter kriget. Han gifte sig med Vera Fürth (1916–1988) 1942 som han fick sonen Peter (1944–2010) och dottern Suzanne (1948–2006) med. Familjen bodde på Blekingegatan 57. Hans svärfar Theodor Fürth hade emigrerat till Sverige från Österrike 1908 och byggt upp en importfirma för textilier.

### Politisk karriär efter kriget

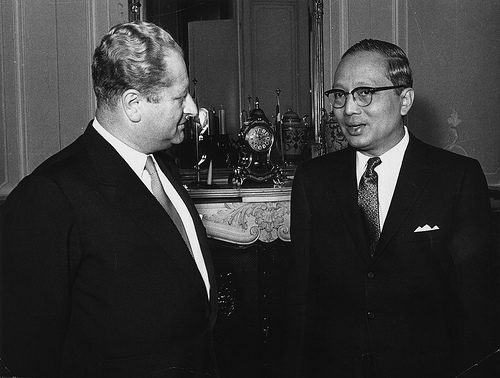
Utrikesminister Kreisky 1962 med FN:s generalsekreterare U Thant.

När Österrike befriades 1945 var Kreisky med och organiserade hjälpsändningar till Österrike. Han återvände till Wien i maj 1946 för att gå in i politiken men stämningen var dålig gentemot de som återvände från politik exil. Han återvände istället till Sverige där han byggde upp den österrikiska delegationen i Stockholm. Kreisky blev kvar på den österrikiska delegationen till 1951. Efter hemkomsten till Österrike utsågs han till förbundspresidenten Theodor Körners rådgivare. Han blev sedan statssekreterare i utrikesfrågor vid Bundeskanzleramt och deltog i förhandlingar kring det österrikiska statsfördraget. Österrike var vid det här laget ännu inte självständigt, men en provisorisk österrikisk regering hade bildats av de fyra segrarmakterna. Kreisky kom att spela en stor roll i förhandlingarna med de fyra segermakterna om att återupprätta en suverän österrikisk stat vilket skedde 1955 efter långa förhandlingar med Sovjetunionen. 15 april 1955, när jublande folkmassor mötte den österrikiska delegationen vid hemkomsten, betraktade Kreisky som den största dagen i sitt liv.
1959–1966 var han utrikesminister i den stora koalitionsregeringen. I rollen som utrikesminister var Kreisky med och grundade Europeiska frihandelssammanslutningen (EFTA). Under hans tid som utrikesminister drev han även frågan om Sydtyrolen i FN vilket ledde fram till förhandlingar mellan Österrike och Italien om autonomi för området. Under 1960-talet steg Kreisky i graderna inom Österrikes socialdemokratiska parti (SPÖ). Vid den här tiden kom han även att göra bekantskap med Olof Palme, och tillsammans med Willy Brandt kom dessa tre att styra var sitt land under 1970-talets början och odlade djupa vänskapliga relationer med varandra.

### Förbundskansler (1970–1983)

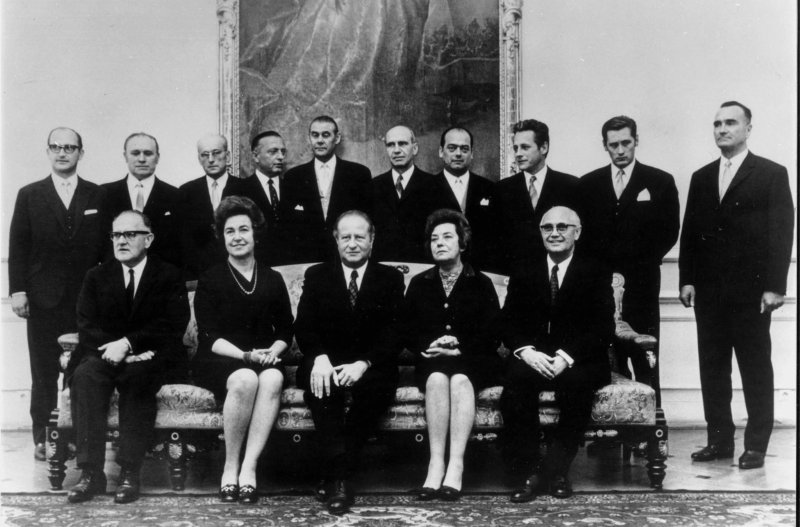
Kreisky 1970 med sin första regering.

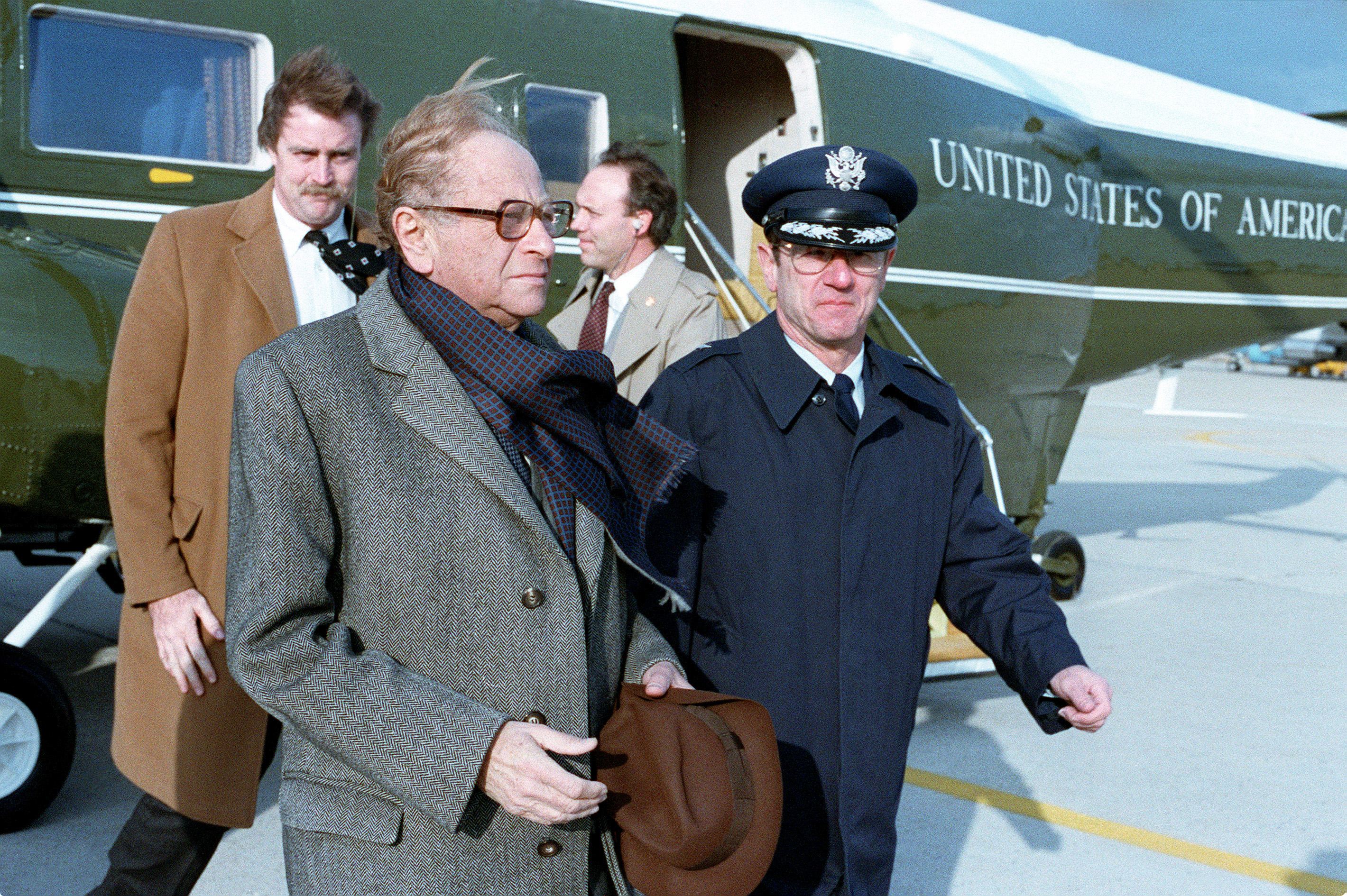
Bruno Kreisky anländer till USA.

1967 blev Kreisky ordförande för SPÖ och nådde 1970 en relativ majoritet vid parlamentsvalen 1970. Han kunde bilda en minoritetsregering och blev förbundskansler. 1971 fick Kreisky och SPÖ absolut majoritet vilket man skulle få ytterligare två gånger fram till 1983.

#### Reformer
Under Kreiskys tid som kansler kom en rad sociala och rättsliga reformer: familjerätten gjordes om och aborter och homosexualitet avkriminaliserades. Arbetsveckan sänktes till 40 timmar och jämställdhetslagar drevs igenom. Kreisky stödde byggandet av kärnkraftverk i Österrike. En folkomröstning 1978 stoppade planerna på ett kärnkraftverk i Zwentendorf, något som höll på att orsaka Kreiskys avgång då han hade satt mycket av sin personliga prestige i projektet. Han kom ändå paradoxalt nog att leda SPÖ till dess största valframgångar i valet 1979.
Abortfrågan och avkriminaliserande av homosexualitet var frågor som hade splittrat Österrike under 1960-talet, inte minst eftersom en majoritet av katolikerna var emot reformer. Kreisky byggde därför upp framgångsrika kontakter med reformsinnade kardinaler och biskopar inom katolska kyrkan, något som bäddade för avskaffande av flera sedlighetslagar. Kreisky var populär bland många arbetarväljare i storstäderna eftersom han byggde ut det sociala skyddsnätet, men var samtidigt föraktad av flera konservativa som ansåg honom vara slösaktig och lägga i sig i saker som han inte borde ha gjort.

#### Utrikespolitik
Under Kreiskys tid förbättrades relationerna med flera grannländer, bland annat Jugoslavien, Ungern och Tjeckoslovakien. 
1980 erkände Österrike PLO som organisation, något som fick Israel att hota med att bryta sina diplomatiska förbindelser med landet. Kreisky, som själv var jude, försökte verka som en medlare i Mellanösternkonflikterna och höll därför kontakt med flera arabiska stater. Hans insatser i konflikten fick dock ringa påverkan i praktiken.
Kreisky försökte använda Österrikes neutrala ställning till att medla i internationella konflikter under kalla kriget. Flera möten mellan USA och Sovjetunionen förlades i Wien, eftersom Österrike var ett neutralt land. Kreisky drev även på byggandet av UNO-City i Wien som är ett av FN:s europakontor trots protester från stora delar av stadsbefolkningen.

#### Konflikten med Simon Wiesenthal
Kreisky hade ett kontroversiellt förhållande till Simon Wiesenthal som drev Wiesenthalcentret i Wien. När Kreisky bildade sin första regering 1970, kunde Simon Wiesenthal avslöja att flera av de nya ministrarna hade deltagit i krigsförbrytelser under andra världskriget. Debatten mellan Kreisky och Wiesenthal gav upphov till en häftig ordväxling med upprepade vredesutbrott från Kreiskys sida, då han anklagade Wiesenthal för att ha varit angivare för Gestapo. I grunden var det en socialpsykologisk konflikt mellan en assimilerad, högborgerlig Kreisky vilken tagit avstånd från sin härstamning och blivit socialdemokrat och en jiddischtalande, strängt troende Wiesenthal som gått med i Österrikiska folkpartiet (ÖVP) och betraktade Kreisky som en typisk representant för judiskt självhat.

### 1983–1990
Valet 1983 blev ett bakslag för socialdemokraterna. ÖVP hade gått fram liksom De gröna och SPÖ hade därför ingen egen majoritet längre. En stridsfråga var byggandet av Austria Center Vienna i Wien. Kreisky, som var till åren kommen, började känna av den interna kritiken som riktades mot honom samtidigt som hans egen hälsa började svikta. Han valde därför att avgå 1983 och drog sig tillbaka från offentligheten. Länge hade Hannes Androsch betraktats som Kreiskys arvtagare, men de två hade blivit osams och Androsch tvingades lämna politiken 1980. Fred Sinowatz efterträdde Kreisky som förbundskansler i en koalitionsregering mellan SPÖ och FPÖ.
Under sina sista år arbetade han med sina memoarer. Problem med njurarna skulle prägla Kreiskys sista år tills han dog 79 år gammal i juli 1990. Han begravdes 7 augusti 1990 och bland gästerna fanns Willy Brandt och Ingvar Carlsson.